# Ivan Levačić
Ivan Levačić (Virje, 25. kolovoza 1931. – Duga Resa, ? 2023.), bivši je jugoslavenski biciklist. Natjecao se u muškoj cestovnoj utrci biciklista (pojedinačno) na olimpijskim igrama u Rimu 1960. Nevio Valčić i Ivan Levačić podijelili su plasman od 12. do 33. mjesta, svi su na cilj stigli 20 sekundi poslije pobjednika. Levačić je rođen u Virju, a radio je kao majstor. Izučio je strojobravarski zanat.
Prema Sportskim novostima najuspješniji biciklist Jugoslavije svih vremena.